# Австрійська окупація Спиша і Підгалля

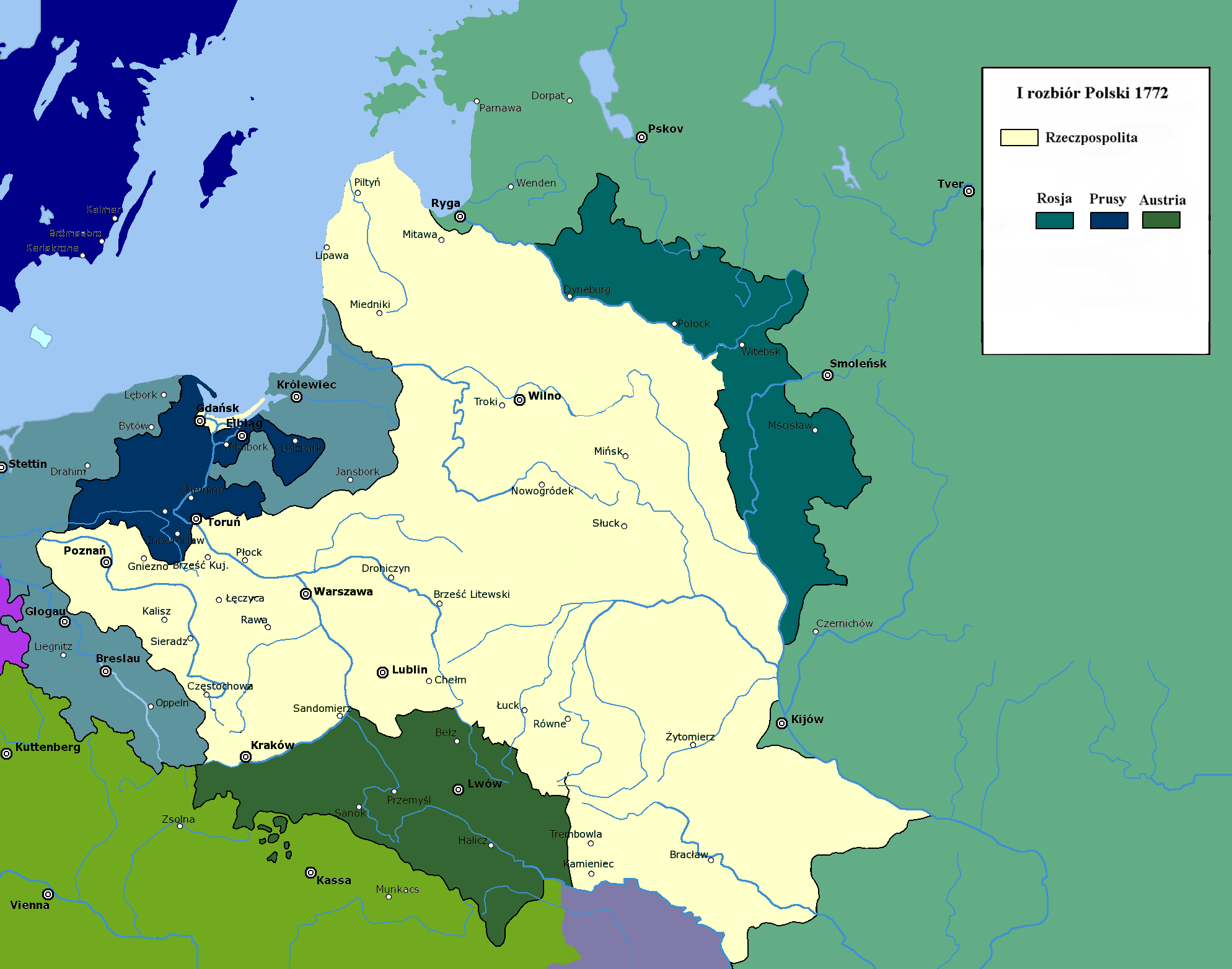
Перший поділ Польщі. Території, включені до Австрії позначені темно-зеленим кольором

Австрійська окупація Спиша та Підгалля — окупація австрійською армією регіонів Спиш і Підгалля, що входили на той момент до складу Речі Посполитої.
Офіційною причиною окупації було утримання санітарного кордону для захисту Угорського королівства від епідемії чуми. З 1770 р. до його складу входили також Новий Торг, Чорштин і Старий Сонч також перебували під окупацією австрійців.